# Mary Casson
Mary Casson (* 22. Mai 1914 in London, England; † 22. September 2009) war eine britische Theaterschauspielerin.

## Leben und Karriere
Mary Casson wurde 1914 in London geboren.
Da ihre beiden Eltern auch Schauspieler waren, war ihr Schicksal schon bestimmt: Sie würde es ebenfalls werden. Auch ihre Geschwister Christopher, John und Ann widmeten sich dem Beruf des Theaters (und des Films).
Bis zu ihrem siebten Lebensjahr wurde sie zuhause unterrichtet und ging danach auf die „Frances Holland School“ am Sloane Square.
Im Alter von sechs Jahren gab Casson ihr Theaterdebüt, als sie im Jahr 1921 die Rolle der Belinda Cratchit in einer Produktion von Charles Dickens’ A Christmas Carol am Lyric Theatre auftrat. 1922 spielte sie Astyanax in Trojan Women, an der Seite ihrer Mutter. 1924 war sie Warwick Page in Saint Joan in Paris.
Drei Jahre später hatte Casson ihren ersten von sechs aufeinanderfolgenden Auftritten als Wendy Darling bei der Weihnachtsaufführung von Peter Pan im Gaiety Theatre und kehrte 1928 dorthin zurück.
In diesem Jahr tourte sie auch mit ihren Eltern durch Südafrika und spielte in Medea, Jane Clegg, The Lie und Saint Joan. Im Jahr 1929 trat sie an der Seite von Gerald Du Maurier in J. M. Barries Dear Brutus und hatte von 1929 bis 1931 einen weiteren Auftritt als Wendy Darling in Peter Pan im St. James's Theatre. Casson spielte dieselbe Figur noch zweimal in demselben Stück im Palladium Theatre zwischen 1931 und 1933.
Im April 1932 spielte sie die zweite Hexe in Macbeth am Kingsway Theatre.
Mary Casson porträtierte weitere Figuren von William Shakespeare, wie Julia, Ophelia, Olivia, Bianca und Nerissa. Sie wurde für diese Auftritte für ihre „Aufrichtigkeit und Frische“ gelobt.
1932 hatte sie sich mit William Devlin verlobt, sie heiratete ihn am 7. März 1936 in der Reedmer Church in London. Aus der im Jahr 1948 geschiedenen Ehe stammt eine Tochter.
Danach begann Casson eine zweite Karriere als Musikerin, tourte durch Großbritannien und begleitete sich selbst auf den Virginals.
1952 heiratete Lan Haines, der ihre Tochter in der Grundschule unterrichtet hatte.
Sie arbeitete als Korrepetitorin an Schulen in Barking, East London, bis sie Mitte der 1970er Jahre in den Ruhestand ging.
Im Alter von 70 Jahren begann sie mit dem Orgelspiel und spielte das Instrument einige Wochen vor ihrem Tod in der St. Andrews Church in Wickhambreaux bei Canterbury weiter.
Casson starb am 22. September 2009.
| Personendaten    | Personendaten                   |
| ---------------- | ------------------------------- |
| NAME             | Casson, Mary                    |
| KURZBESCHREIBUNG | britische Theaterschauspielerin |
| GEBURTSDATUM     | 22. Mai 1914                    |
| GEBURTSORT       | London, Vereinigtes Königreich  |
| STERBEDATUM      | 22. September 2009              |